# 5 Andromedae
5 Andromedae este o stea din constelația Andromeda.